# Giraldona Carlino
Giraldona Carlino (Nápoly, 1400/01 – 1468 körül), névváltozatai: Giraldina Carlino, Lucrezia Giraldina de Alañon, Gueraldona Carlino, nápolyi úrnő, Aragóniai Beatrix magyar királyné nagyanyja és Frangepán Beatrix dédanyja. Miután V. Alfonz aragóniai királyt 1421-ben a gyermektelen II. Johanna nápolyi királynő az örökösének jelölte a nápolyi trónra, így V. Alfonz Nápolyba utazott, és ekkor ismerkedhetett össze Giraldona úrnővel.

## Élete
Apja Enrico (Enrique) Carlino, édesanyja Isabella (Isabel). Férje a barcelonai Gaspar Reverdit volt, de gyermek nem származott a házasságukból.
Giraldona úrnő a nápolyi Anjouk idején született, viszont nem királyi származása ellenére egy új dinasztia ősanyjává vált. V. Alfonz aragóniai király 1416-ban került trónra, de a feleségétől Trastámara Mária kasztíliai királyi hercegnőtől, aki elsőfokú unokatestvére volt, nem születtek gyermekei. Csak házasságon kívül született gyermekek maradtak utána. Vajay Szabolcs kutatásai megerősítik, hogy Alfonznak két Ferdinánd nevű fia volt. Az idősebb Ferdinánd Aragóniai Margit híjari bárónőtől született, de mind a kisfiút, mind pedig az édesanyját a féltékeny, gyermektelen aragón királyné, Kasztíliai Mária vízbe fojtatta. V. Alfonz ugyancsak Ferdinánd nevű másodszülött fiának pedig Giraldina Carlino volt az anyja. Miután V. Alfonz aragóniai királyt 1421-ben a gyermektelen II. Johanna nápolyi királynő az örökösének jelölte a nápolyi trónra, így V. Alfonz Nápolyba utazott, és ekkor ismerkedhetett össze Giraldona úrnővel. A történeti források és irodalmak sokszor egybemosták őket, és bizonytalanság volt az anya személye körül. A tévedést éppen az okozta, hogy mindkét gyermeket Ferdinándnak hívták. V. Alfonz örökösének a származása már életében nagyon sok pletyka forrása volt, és egyesek szerint egészen a királyi családig értek a szálak, mégpedig az aragón királyné húgát, Kasztíliai Katalin villenai hercegnőt, III. Henrik kasztíliai király kisebbik lányát nevezték meg a gyermek anyjának, de ez az újabb kutatások fényében nem állja meg a helyét. Kasztíliai Katalin, aki V. Alfonz kisebb öccsének, Aragóniai Henrik villenai hercegnek volt az első felesége, és ugyanúgy V. Alfonz elsőfokú unokatestére volt, mint a felesége, Mária királyné, egy gyermeket biztosan világra hozott, amely szülés az ő és gyermeke életébe került 1439-ben, de ismereteink szerint ez volt az egyetlen szülése.
V. Alfonz a másodszülött fiára már sokkal jobban vigyázott. Giraldona Carlinótól még két lánya született, és a feleségétől távol neveltette őket.

## Gyermekei
- Férjétől, Gaspar Reverdit barcelonai úrtól, nem születtek gyermekei
- Házasságon kívüli kapcsolatából V. (I.) Alfonz (1384/96–1458) aragón és szicíliai királytól, 3 gyermek:
  - Eleonóra Diána (–1450) /törvényesítve/, férje Marzanói János Ferenc Marino, Rossano hercege, Nápoly tengernagya (–1494/98), 6 gyermek, utódai között van a Frangepán és a Zrínyi család, többek között:
    - Marzanói-Aragóniai Lujza, férje Frangepán Bernát (–1527), Veglia, Modrus és Zengg grófja, 7 gyermek, többek között:
      - Frangepán Beatrix (1480–1510), 1. férje Corvin János (1473–1504) horvát bán, I. Mátyás magyar király természetes fia, 2 gyermek, 2. férje Brandenburgi György (1484–1543), 1 elvetélt gyermek:
        - (1. házasságából): Corvin Erzsébet (1496–1508)
        - (1. házasságából): Corvin Kristóf (1499–1505)
        - (1. házasságából): Corvin Mátyás (1504–1505)

      - Frangepán Ferdinánd (–1540), Veglia, Modrus és Zengg grófja, felesége Brankovics Mária (–1527 előtt), 2 gyermek, többek között:
        - Frangepán Katalin (–1561), férje gróf Zrínyi Miklós (1508 körül–1566) horvát bán, Szigetvár kapitánya, 13 gyermek

  - (Ifjabb) Ferdinánd (1423–1494) /törvényesítve/, 1458-tól I. Ferdinánd néven nápolyi király, 1. felesége Chiaromontei Izabella (1424–1465) tarantói hercegnő, Trisztán (Bertalan) copertinói gróf lánya, 6 gyermek, 2. felesége Trastamarai Johanna (1455–1517) aragón királyi hercegnő, II. János aragóniai király lányától, 2 gyermek+10 természetes gyermek, összesen 18 gyermek, többek között:
    - (1. házasságából): Beatrix (1457–1508), 1. férje I. Mátyás (1443–1490) magyar király, nem születtek gyermekei, 2. férje II. Ulászló (1456–1516) magyar király, nem születtek gyermekei

  - Mária (–1449) /törvényesítve/, férje I. (Estei) Leonello (1407–1450) ferrarai őrgróf, nem születtek gyermekei